# Burstjärnen
Burstjärnen är en sjö i Åre kommun i Jämtland och ingår i Indalsälvens huvudavrinningsområde. Sjön har en area på 0,0917 kvadratkilometer och ligger 671,7 meter över havet. Sjön avvattnas av vattendraget Tjärndalsån.

## Delavrinningsområde
Burstjärnen ingår i det delavrinningsområde (705230-132115) som SMHI kallar för Mynnar i Skalsvattnet. Medelhöjden är 742 meter över havet och ytan är 17,04 kvadratkilometer. Det finns inga avrinningsområden uppströms utan avrinningsområdet är högsta punkten. Tjärndalsån som avvattnar avrinningsområdet har biflödesordning 4, vilket innebär att vattnet flödar genom totalt 4 vattendrag innan det når havet efter 372 kilometer. Avrinningsområdet består mestadels av skog (21 procent), öppen mark (59 procent) och kalfjäll (15 procent). Avrinningsområdet har 0,37 kvadratkilometer vattenytor vilket ger det en sjöprocent på 2,2 procent.